# Farrapen-Revolution

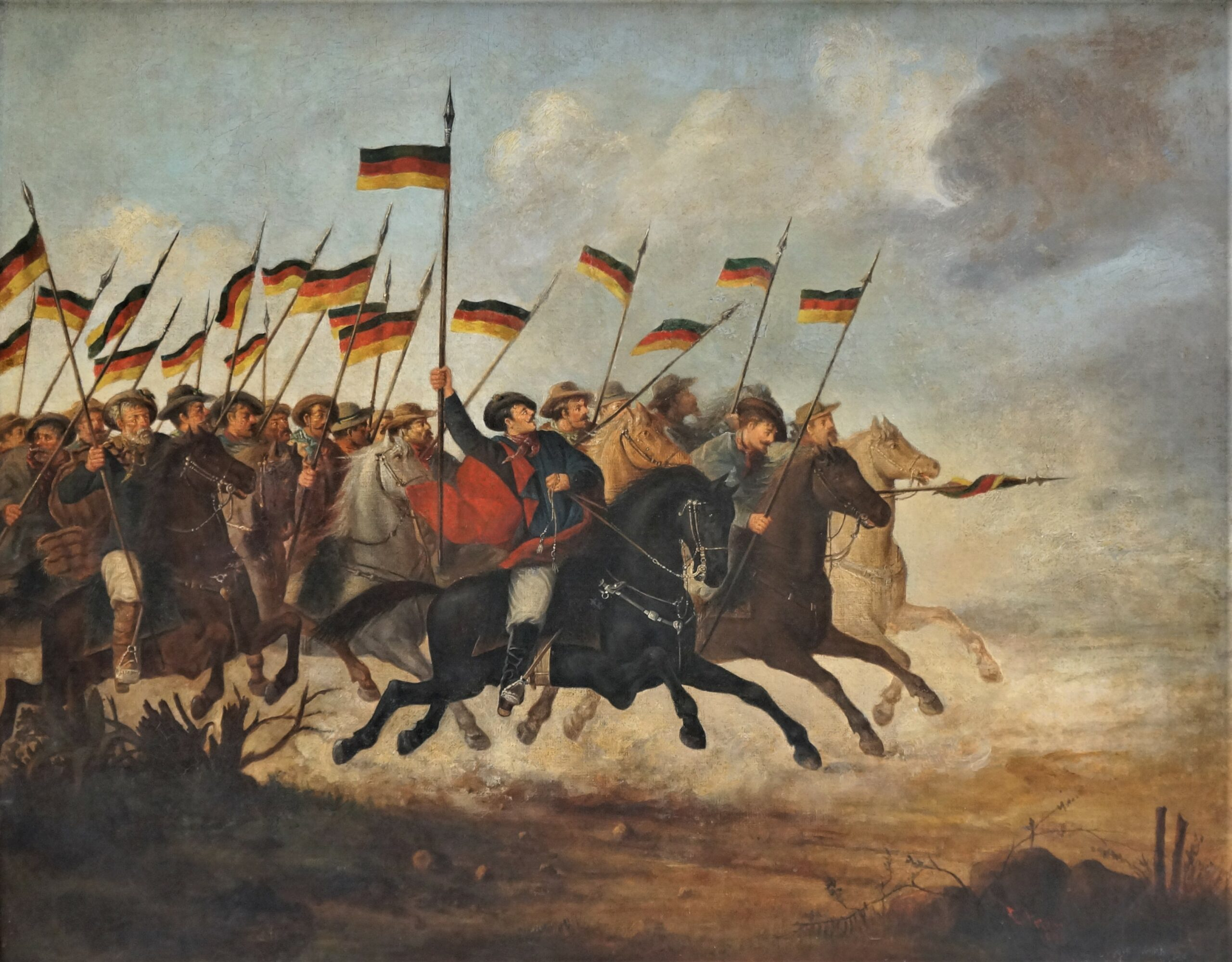
Aufständische Kavallerie während der Farrapen-Revolution, Carga de Cavalaria, von Guilherme Litran, Öl auf Leinwand, 1893

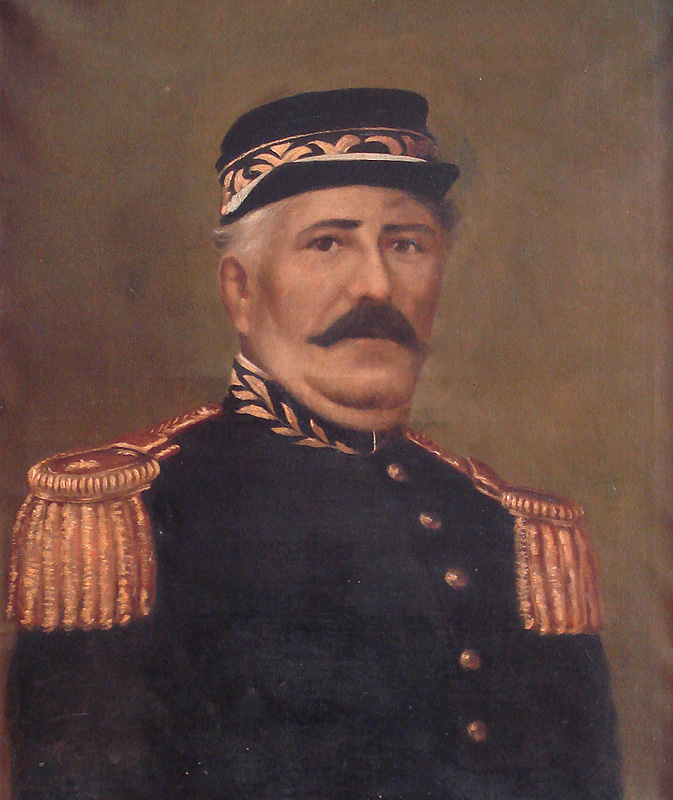
Der aufständische General Antônio de Sousa Neto (1801–1866)

Flagge der Republik Piratini

Die Farrapen-Revolution (portugiesisch: Guerra dos Farrapos oder Revolução Farroupilha, wörtlich: Krieg der Zerlumpten) war ein Krieg zwischen Aufständischen der damaligen südbrasilianischen Provinz São Pedro do Rio Grande do Sul und dem Kaiserreich Brasilien; er dauerte vom 19. September 1835 bis zum 1. März 1845.

## Ursachen
Ursprünglich basierte die Revolte auf der politischen Auseinandersetzung zwischen den Liberalen, die ein Staatsmodell mit mehr Autonomie für die Provinzen vorschlugen, und den Unterstützern der Verfassung von 1824 mit ihrem zentralistischeren Ansatz. Hinzu kamen wirtschaftliche Gegensätze zwischen Rio Grande do Sul und dem Rest Brasiliens. Hauptprodukt der Provinz war Charque, gesalzenes Trockenfleisch, das mit hohen Binnenzöllen belegt war, während Charque aus Uruguay und Argentinien zollfrei importiert werden konnte.

## Verlauf
Schon der kurze republikanische Aufstand von 1830 richtete sich gegen die Politik des Kaiserreiches und war ein Vorläufer der Farrapen-Revolution. João Manoel de Lima e Silva, der Kommandeur des 28. Jägerbataillons, wollte damals mit Beteiligung deutscher Soldaten, darunter Otto Heise (1801–1837), die Republik und Samuel Gottfried Kerst zu deren Präsident ausrufen.
Am 20. September 1835 eroberte Bento Gonçalves da Silva die Hauptstadt Porto Alegre und begann damit einen zweiten Aufstand gegen die als ungerecht empfundene Handelspolitik der Zentralregierung. Der Präsident Rio Grande do Suls, Antonio Rodrigues Braga, floh in das südlich gelegene Rio Grande, während die Aufständischen Marciano Pereira Ribeiro zu ihrem neuen Präsidenten wählten. Der Regent Diogo Feijó ernannte einen neuen Präsidenten, der sein Amt in Rio Grande antreten musste. General Antônio de Sousa Neto erklärte am 11. September 1836 die Unabhängigkeit Rio Grande do Suls als Republik Piratini mit Gonçalves da Silva als nominiertem Präsidenten. Gonçalves da Silva wurde von kaiserlichen Truppen gefangen genommen, konnte aber 1837 fliehen. Am 15. Mai 1836 fiel Porto Alegre wieder in die Hände der Zentralregierung und konnte von den Aufständischen nicht mehr zurückerobert werden.
1839 stieß Giuseppe Garibaldi – er sollte hierbei seine Frau Anita kennenlernen – zu den Separatisten, und der Aufstand weitete sich auf die nördlich gelegene Provinz Santa Catarina aus, deren Hauptstadt Laguna eingenommen und die kurzlebige Republik Juliana (29. Juli bis 15. November 1839) ausgerufen wurde. Laguna fiel bereits vier Monate später wieder in die Hände der Zentralregierung. 1842 verabschiedeten die Separatisten eine liberale Verfassung. Im selben Jahr wurde Luís Alves de Lima e Silva, Herzog von Caxias, zum Präsidenten Rio Grande do Suls und Oberbefehlshaber der mit der Niederschlagung des Aufstands beauftragten Truppen ernannt. Ihm gelang es, eine Verhandlungslösung zu finden.

## Ende
Am 1. März 1845 unterzeichneten beide Parteien in Poncho Verde (auch „Ponche Verde“), heute ein Stadtteil von Dom Pedrito, den Vertrag von Poncho Verde. Darin wurde den Separatisten eine Amnestie, Übernahme in das brasilianische kaiserliche Heer, Tilgung der Schulden der Republik Piratini und ein 25-prozentiger Zoll auf importierten Charque zugesagt.